# 桑德博特 (喬治亞州)
桑德博特（英語：Thunderbolt）是一個位於美國喬治亞州查塔姆縣的城鎮。

## 地理
桑德博特的座標為32°01′56″N 81°03′06″W / 32.03222°N 81.05167°W，而該地的平均海拔高度為6米（即20英尺）。

## 人口
根據2010年美國人口普查的數據，桑德博特的面積為3.80平方千米，當中陸地面積為3.30平方千米，而水域面積為0.50平方千米。當地共有人口2,668人，而人口密度為每平方千米702人。